# Andrzej Dzieliński
Andrzej Dzieliński – polski inżynier elektrotechnik, profesor, doktor habilitowany nauk technicznych; specjalizuje się w automatyce i inżynierii komputerowej oraz teorii sterowania. 

## Życiorys
Ukończył II Liceum Ogólnokształcące im. Stefana Batorego w Warszawie (1978). Stopień doktorski z elektrotechniki uzyskał w 1992 na Wydziale Elektrycznym Politechniki Warszawskiej broniąc pracy pt. Optimal Filtering and Control of Two-dimensional, Linear, Discrete Time Systems (promotorem był Tadeusz Kaczorek). Habilitował się na tym samym Wydziale w 2002 na podstawie oceny dorobku naukowego i publikacji Modelowanie i sterowanie układów nieliniowych metodami neuropodobnymi. W 2019 uzyskał tytuł naukowy profesora nauk technicznych.
Pracuje jako profesor i dyrektor Instytutu Sterowania i Elektroniki Przemysłowej Wydziału Elektrycznego Politechniki Warszawskiej. Poza macierzystą uczelnią jest także profesorem w Zespole Automatyki i Robotyki Katedry Automatyki i Systemów Pomiarowych Instytutu Fizyki UMK w Toruniu (gdzie pracują także m.in. Marek Zieliński, Krzysztof Gałkowski, Jadwiga Lal-Jadziak oraz Marcin Iwanowski). 
Współautor (wraz z R. Łopatką, T. Kaczorkiem, W. Dąbrowskim) podręcznika Podstawy teorii sterowania (WNT, Warszawa 2013). Swoje prace publikował m.in. w „International Journal of Applied Mathematics and Computer Science", „Journal of Vibration and Control", oraz w „Advances in Difference Equations".
Jest członkiem m.in. Komitetu Automatyki i Robotyki PAN.
Od 1 września 2024 r. pełni funkcję dziekana Wydziału Elektrycznego Politechniki Warszawskiej.